# Stage One
Albums de Sean Paul
Dutty Rock
(2002)
Stage One est le premier album de Sean Paul sorti le 21 mars 2000.

## Liste des titres
1. Mental Prelude
2. She Want It
3. Infiltrate
4. Nicky
5. Haffi Get De Gal Ye
6. Real Man
7. Dutty Techniques
8. Check It Deeply
9. Mek It Goso Den
10. Examples of Things Not to Do in Bed
11. Deport Them
12. Tiger Bone
13. Faded
14. Definite
15. Shineface
16. Disrespect
17. Sound the Alarm
18. Uptowners
19. No Bligh
20. Slap Trap
21. Strategy
22. A Wordfrom the Hon. Minister
23. Next Generation
24. Yoll Must Loose
25. Outro